# Liste der bedeutendsten Schachturniere (1990–1999)
Dies ist eine Teilliste der Liste der bedeutendsten Schachturniere, die den Zeitraum 1990 bis 1999 umfasst.

## Liste
| Jahr      | Ort                                              | Sieger | 2. Platz | 3. Platz |
| --------- | ------------------------------------------------ | --- | --- | --- |
| 1989/1990 | Reggio nell’Emilia                               | Jaan Ehlvest (UdSSR) | Wassyl Iwantschuk (UdSSR) | Anatoli Karpow (UdSSR) |
|           | Hastings                                         | Sergei Dolmatow (UdSSR) | Kevin Spraggett (Kanada), Predrag Nikolić (Jugoslawien) | |
| 1990      | Wijk aan Zee                                     | John Nunn (England) | Lajos Portisch (Ungarn), Ulf Andersson (Schweden) | |
|           | Rom                                              | Tony Miles (England) | Lembit Oll (UdSSR), Jewgeni Barejew (UdSSR), Alexander Tschernin (UdSSR), Miodrag Todorčević (Jugoslawien), Reynaldo Vera (Kuba), Wassili Smyslow (UdSSR)                                        | |
|           | Lwiw (Zonenturnier)                              | Alexei Schirow (UdSSR), Smbat Lputjan (UdSSR), Alexei Drejew (UdSSR), Leonid Judassin (UdSSR) | | |
|           | Linares                                          | Garri Kasparow (UdSSR) | Boris Gelfand (UdSSR) | Waleri Salow (UdSSR) |
|           | Beʾer Scheva                                     | Viktor Kortschnoi (Schweiz) | Wassili Smyslow (UdSSR), Ľubomír Ftáčnik (Tschechoslowakei) | |
|           | Reykjavík                                        | Lew Polugajewski (UdSSR), Helgi Ólafsson (Island), Sergei Dolmatow (UdSSR), Rafael Vaganian (UdSSR), Juri Rasuwajew (UdSSR), Jón Loftur Árnason (Island), Nick de Firmian (USA), Thomas Ernst (Schweden), Yasser Seirawan (USA), Erling Mortensen (Dänemark) | | |
|           | Dortmund                                         | Alexander Tschernin (UdSSR), Boris Gelfand (UdSSR) | | Zsuzsa Polgár (Ungarn), Matthias Wahls (BRD) |
|           | Terrassa                                         | Kiril Georgiew (Bulgarien) | Lembit Oll (UdSSR), Juan Manuel Bellón López (Spanien) | |
|           | New York City                                    | Alexander Chalifman (UdSSR) | Helgi Ólafsson (Island), Leonid Judassin (UdSSR), Wladimir Jepischin (UdSSR), Gata Kamsky (USA)                                                                                                  | |
|           | München                                          | Alexander Beliavsky (UdSSR) | Boris Gulko (USA), Paul van der Sterren (Niederlande), Predrag Nikolić (Jugoslawien), Artur Jussupow (UdSSR)                                                                                     | |
|           | Paris                                            | József Pintér (Ungarn), Eric Lobron (BRD) | | Anatoli Waisser (UdSSR), Sergei Smagin (UdSSR), Juri Rasuwajew (UdSSR), Gata Kamsky (USA), Alexei Schirow (UdSSR), Zigurds Lanka (UdSSR), Stuart Conquest (England) |
|           | Haninge                                          | Yasser Seirawan (USA) | Jaan Ehlvest (UdSSR), Anatoli Karpow (UdSSR) | |
|           | Rotterdam                                        | Viktor Kortschnoi (Schweiz) | Michail Gurewitsch (UdSSR) | Jan Timman (Niederlande) |
|           | Moskau                                           | Jonathan Speelman (England), Michail Gurewitsch (UdSSR), Alexander Chalifman (UdSSR), Surab Asmaiparaschwili (UdSSR), Jewgeni Barejew (UdSSR) | | |
|           | Debrecen                                         | Oleg Romanischin (UdSSR) | Josif Dorfman (UdSSR) | Curt Hansen (Dänemark), Aleksander Wojtkiewicz (Polen) |
|           | Manila (Interzonenturnier)                       | Boris Gelfand (UdSSR), Wassyl Iwantschuk (UdSSR) | | Viswanathan Anand (Indien), Nigel Short (England) |
|           | Biel                                             | Anatoli Karpow (UdSSR) | Ulf Andersson (Schweden) | Tony Miles (England), Matthias Wahls (BRD) |
|           | Amsterdam A                                      | Alexander Beliavsky (UdSSR) | Lajos Portisch (Ungarn) | Viktor Kortschnoi (Schweiz) |
|           | Amsterdam B                                      | Wolodymyr Tukmakow (UdSSR), Judit Polgár (Ungarn) | | Viswanathan Anand (Indien), Joris Brenninkmeijer (Niederlande), Curt Hansen (Dänemark), Ferdinand Hellers (Schweden), Wolfgang Uhlmann (DDR)                        |
|           | Prag                                             | Jan Timman (Niederlande) | Nigel Short (England) | Ľubomír Ftáčnik (Tschechoslowakei) |
|           | Tilburg                                          | Gata Kamsky (USA), Wassyl Iwantschuk (UdSSR) | | Boris Gelfand (UdSSR) |
|           | Neu-Delhi                                        | Viswanathan Anand (Indien), Gata Kamsky (USA) | | Judit Polgár (Ungarn), Zsuzsa Polgár (Ungarn) |
|           | Groningen                                        | Michael Adams (England), Jeroen Piket (Niederlande), Alexander Chalifman (UdSSR), Ian Rogers (Australien) | | |
| 1990/1991 | Pamplona                                         | Leonid Judassin (UdSSR) | Viktor Kortschnoi (Schweiz) | Zsuzsa Polgár (Ungarn) |
|           | Hastings                                         | Jewgeni Barejew (UdSSR) | Murray Chandler (England), Jonathan Speelman (England) | |
|           | Reggio nell’Emilia A                             | Anatoli Karpow (UdSSR) | Lew Polugajewski (UdSSR) | Jaan Ehlvest (UdSSR) |
|           | Reggio nell’Emilia B                             | Ljubomir Ljubojević (Jugoslawien) | Rafael Vaganian (UdSSR), Boris Gulko (USA) | |
| 1991      | Wijk aan Zee                                     | John Nunn (England) | Michael Adams (England), Alexander Tschernin (UdSSR), Alexander Chalifman (UdSSR), Curt Hansen (Dänemark)                                                                                        | |
|           | Linares                                          | Wassyl Iwantschuk (UdSSR) | Garri Kasparow (UdSSR) | Alexander Beliavsky (UdSSR) |
|           | San Francisco                                    | Eugenio Torre (Philippinen) | Patrick Wolff (USA) | Joel Benjamin (USA), Michail Tal (UdSSR), Ian Rogers (Australien), Larry Christiansen (USA)                                                                         |
|           | Dortmund                                         | Igor Štohl (Tschechoslowakei), Alexander Tschernin (UdSSR) | | Juri Rasuwajew (UdSSR), Kiril Georgiew (Bulgarien) |
|           | Buenos Aires                                     | Julio Ernesto Granda Zúñiga (Peru), Michail Tal (UdSSR), Jesús Nogueiras (Kuba) | | |
|           | Amsterdam                                        | Waleri Salow (UdSSR), Nigel Short (England) | | Anatoli Karpow (UdSSR), Garri Kasparow (UdSSR) |
|           | München                                          | Larry Christiansen (USA) | Alexander Beliavsky (UdSSR), Gerald Hertneck (Deutschland), Robert Hübner (Deutschland), Boris Gelfand (UdSSR)                                                                                   | |
|           | Moskau                                           | Rafael Vaganian (UdSSR) | Jewgeni Wassjukow (UdSSR), Wladimir Kramnik (UdSSR), Hennadij Kusmin (UdSSR) | |
|           | Terrassa                                         | Michael Adams (England), Jaan Ehlvest (UdSSR) | | Wassyl Iwantschuk (UdSSR) |
|           | Bled/Rogaška Slatina                             | Predrag Nikolić (Jugoslawien) | Jewgeni Barejew (UdSSR) | Alexander Chalifman (UdSSR), Ivan Sokolov (Jugoslawien) |
|           | Hamburg                                          | Artur Jussupow (UdSSR) | Matthias Wahls (Deutschland) | Curt Hansen (Dänemark) |
|           | Biel                                             | Alexei Schirow (UdSSR) | Jewgeni Barejew (UdSSR) | Ulf Andersson (Schweden), Joël Lautier (Frankreich) |
|           | Polanica-Zdrój                                   | Joël Lautier (Frankreich) | Robert Kuczyński (Polen) | Oleg Romanischin (UdSSR) |
|           | Ostende                                          | Tony Miles (England) | Michael Adams (England) | Alexei Kusmin (UdSSR), Alexei Wyschmanawin (UdSSR), Michail Gurewitsch (UdSSR), Eckhard Schmittdiel (Deutschland), Gennadij Timoščenko (UdSSR)                      |
|           | Brno                                             | Zsuzsa Polgár (Ungarn), Alexei Schirow (UdSSR), Karel Mokrý (Tschechoslowakei), Wladimir Jepischin (UdSSR), Ian Rogers (Australien), Rustem Dautov (UdSSR)                                                                                                   | | |
|           | Reykjavík                                        | Wassyl Iwantschuk (UdSSR), Anatoli Karpow (UdSSR) | | Ljubomir Ljubojević (Jugoslawien), Predrag Nikolić (Jugoslawien), Alexander Chalifman (UdSSR)                                                                       |
|           | Wien                                             | Larry Christiansen (USA) | Wladimir Jepischin (UdSSR) | Judit Polgár (Ungarn), Zoltan Ribli (Ungarn), John Nunn (England)                                                                                                   |
|           | Tilburg                                          | Garri Kasparow (UdSSR) | Nigel Short (England) | Viswanathan Anand (Indien) |
|           | Belgrad                                          | Boris Gelfand (UdSSR) | Gata Kamsky (USA), John Nunn (England) | |
|           | Groningen                                        | Jeroen Piket (Niederlande), Curt Hansen (Dänemark) | | Ivan Sokolov (Jugoslawien), Larry Christiansen (USA) |
| 1991/1992 | Pamplona                                         | Leonid Judassin (Israel), Miguel Illescas Córdoba (Spanien) | | Zsuzsa Polgár (Ungarn) |
|           | Hastings                                         | Jewgeni Barejew (Russland) | Simen Agdestein (Norwegen) | Alexei Schirow (Lettland) |
|           | Reggio nell’Emilia                               | Viswanathan Anand (Indien) | Boris Gelfand (Belarus), Garri Kasparow (Russland) | |
| 1992      | Wijk aan Zee                                     | Waleri Salow (Russland), Boris Gelfand (Belarus) | | Viktor Kortschnoi (Schweiz), Robert Hübner (Deutschland) |
|           | Linares                                          | Garri Kasparow (Russland) | Wassyl Iwantschuk (Ukraine), Jan Timman (Niederlande) | |
|           | Reykjavík                                        | Alexei Schirow (Lettland), Jóhann Hjartarson (Island) | | Vasilios Kotronias (Zypern) |
|           | Ter Apel                                         | Rafael Vaganian (Armenien) | Larry Christiansen (USA), Wladimir Jepischin (Russland), Michael Adams (England) | |
|           | Aruba                                            | Lew Psachis (Israel) | Zsuzsa Polgár (Ungarn), Judit Polgár (Ungarn) | |
|           | Oakham                                           | Alexei Schirow (Lettland) | Wladimir Akopjan (Armenien), Viktor Bologan (Moldawien), Jacek Gdański (Polen), Wladimir Kramnik (Russland), Sergei Tiwjakow (Russland)                                                          | |
|           | León                                             | Boris Gulko (USA) | Miguel Illescas Córdoba (Spanien) | Leonid Judassin (Israel) |
|           | Buenos Aires                                     | Alexander Tschernin (Ungarn) | Predrag Nikolić (Bosnien und Herzegowina) | Bent Larsen (Dänemark), Iván Morovic (Chile) |
|           | Dortmund A                                       | Garri Kasparow (Russland), Wassyl Iwantschuk (Ukraine) | | Jewgeni Barejew (Russland) |
|           | Dortmund B                                       | Smbat Lputjan (Armenien), Wladimir Kramnik (Russland), Surab Asmaiparaschwili (Georgien) | | |
|           | München                                          | Michail Gurewitsch (Belgien) | Robert Hübner (Deutschland), Boris Gelfand (Belarus) | |
|           | Amsterdam                                        | Viswanathan Anand (Indien), Nigel Short (England) | Yasser Seirawan (USA), Jan Timman (Niederlande) | |
|           | Madrid                                           | Anatoli Karpow (Russland) | Judit Polgár (Ungarn), Wladimir Jepischin (Russland) | |
|           | New York City                                    | Julio Ernesto Granda Zúñiga (Peru) | Judit Polgár (Ungarn) | Joel Benjamin (USA), Lew Psachis (Israel) |
|           | Biel                                             | Anatoli Karpow (Russland) | Kiril Georgiew (Bulgarien) | Tony Miles (England) |
|           | Polanica-Zdrój                                   | Oleg Romanischin (Ukraine) | Viktor Kortschnoi (Schweiz) | Josif Dorfman (Frankreich), Alexander Tschernin (Ungarn) |
|           | Brno                                             | Pavel Blatný (Tschechien) | Konstantin Sakajew (Russland), Alexei Drejew (Russland) | |
|           | Chalkidiki                                       | Wladimir Kramnik (Russland) | Joël Lautier (Frankreich) | Miguel Illescas Córdoba (Spanien) |
|           | Burgas                                           | Kiril Georgiew (Bulgarien) | Ivan Sokolov (Bosnien und Herzegowina) | Vasilios Kotronias (Zypern) |
|           | Tilburg (K.-o.-System)                           | Michael Adams (England) | Boris Gelfand (Belarus) | Gata Kamsky (USA), Ilia Smirin (Israel) |
|           | Moskau                                           | Boris Gelfand (Belarus), Viswanathan Anand (Indien) | | Gata Kamsky (USA) |
|           | Baden-Baden                                      | Anatoli Karpow (Russland) | Christopher Lutz (Deutschland) | Artur Jussupow (Deutschland) |
|           | Las Palmas                                       | Michail Ulybin (Russland), Wesselin Topalow (Bulgarien) | | Jesús Nogueiras (Kuba) |
|           | Groningen                                        | Jeroen Piket (Niederlande) | Alexander Beliavsky (Slowenien) | Friso Nijboer (Niederlande) |
| 1992/1993 | Pamplona                                         | Joël Lautier (Frankreich) | Miguel Illescas Córdoba (Spanien) | David García Ilundáin (Spanien), Branko Damljanović (Jugoslawien), Wladimir Kramnik (Russland), Leonid Judassin (Israel), Ivan Sokolov (Bosnien und Herzegowina)    |
|           | Hastings                                         | Judit Polgár (Ungarn), Jewgeni Barejew (Russland) | | Jonathan Speelman (England) |
| 1993      | Sankt Petersburg (Zonenturnier)                  | Semjon Dwoiris (Russland) | Alexei Drejew (Russland), Jewgeni Sweschnikow (Russland), Jewgeni Pigussow (Russland) | |
|           | Wijk aan Zee (K.-o.-System)                      | Anatoli Karpow (Russland) | Miguel Illescas Córdoba (Spanien) | Waleri Salow (Russland), Lembit Oll (Estland) |
|           | Linares                                          | Garri Kasparow (Russland) | Anatoli Karpow (Russland), Viswanathan Anand (Indien) | |
|           | Budapest A (Zonenturnier)                        | Kiril Georgiew (Bulgarien) | Judit Polgár (Ungarn), Jacek Gdański (Polen), Ľubomír Ftáčnik (Slowakei), Aleksander Wojtkiewicz (Polen)                                                                                         | |
|           | Budapest B (Zonenturnier)                        | Wesselin Topalow (Bulgarien), Wassil Spassow (Bulgarien) | | Lajos Portisch (Ungarn) |
|           | Ter Apel                                         | Alexander Chalifman (Russland), Rafael Vaganian (Armenien) | | Loek van Wely (Niederlande), Curt Hansen (Dänemark) |
|           | Dortmund                                         | Anatoli Karpow (Russland) | Wladimir Kramnik (Russland), Christopher Lutz (Deutschland) | |
|           | Buenos Aires                                     | Gata Kamsky (USA), Alexei Schirow (Lettland) | | Viktor Kortschnoi (Schweiz) |
|           | Dos Hermanas                                     | Anatoli Karpow (Russland) | Judit Polgár (Ungarn) | Alexander Chalifman (Russland), Manuel Rivas Pastor (Spanien), Wladimir Jepischin (Russland)                                                                        |
|           | León                                             | Leonid Judassin (Israel) | Alexei Wyschmanawin (Russland) | Anatoli Karpow (Russland), Wesselin Topalow (Bulgarien), Péter Lékó (Ungarn)                                                                                        |
|           | Amsterdam                                        | Nigel Short (England), Wladimir Kramnik (Russland), Viswanathan Anand (Indien) | | |
|           | Rostow am Don                                    | Sergei Tiwjakow (Russland) | Lew Psachis (Israel), Wladimir Jepischin (Russland) | |
|           | München                                          | Alexei Schirow (Lettland) | Boris Gelfand (Belarus) | Michail Gurewitsch (Belgien) |
|           | Madrid                                           | Wladimir Kramnik (Russland), Wesselin Topalow (Bulgarien), Viswanathan Anand (Indien) | | |
|           | Nowosibirsk                                      | Jaan Ehlvest (Estland) | Wladimir Jepischin (Russland), Alexander Goldin (USA), Alexander Beliavsky (Slowenien) | |
|           | Las Palmas                                       | Iván Morovic (Chile) | Viswanathan Anand (Indien), Alexander Chalifman (Russland) | |
|           | Altensteig                                       | Zoltán Almási (Ungarn) | Artur Jussupow (Deutschland) | Rainer Knaak (Deutschland), Michael Bezold (Deutschland) |
|           | Biel (Interzonenturnier)                         | Boris Gelfand (Belarus) | Paul van der Sterren (Niederlande), Gata Kamsky (USA), Alexander Chalifman (Russland), Leonid Judassin (Israel), Waleri Salow (Russland), Joël Lautier (Frankreich), Wladimir Kramnik (Russland) | |
|           | Antwerpen                                        | Jeroen Piket (Niederlande), Viktor Kortschnoi (Schweiz) | | Larry Christiansen (USA) |
|           | Polanica-Zdrój                                   | Gennadi Sosonko (Niederlande), Jörg Hickl (Deutschland) | Zoltan Ribli (Ungarn), Ulf Andersson (Schweden), Oleg Romanischin (Ukraine) | |
|           | Chalkidiki                                       | Boris Gelfand (Belarus) | Alexei Schirow (Lettland), Michael Adams (England) | |
|           | Rakvere                                          | Alexander Chalifman (Russland), Jaan Ehlvest (Estland), Eduardas Rozentalis (Litauen) | | |
|           | Burgas                                           | Michael Adams (England) | Ivan Sokolov (Bosnien und Herzegowina) | Kiril Georgiew (Bulgarien) |
|           | Tilburg (K.-o.-System)                           | Anatoli Karpow (Russland) | Wassyl Iwantschuk (Ukraine) | Alexander Beliavsky (Slowenien), Alexei Schirow (Lettland) |
|           | Belgrad                                          | Alexander Beliavsky (Slowenien) | Wladimir Kramnik (Russland) | Alexander Chalifman (Russland) |
|           | Groningen (PCA-Qualifikation)                    | Michael Adams (England), Viswanathan Anand (Indien) | | Gata Kamsky (USA), Wladimir Kramnik (Russland), Sergei Tiwjakow (Russland), Boris Gulko (USA), Oleg Romanischin (Ukraine)                                           |
| 1994      | Wijk aan Zee                                     | Predrag Nikolić (Bosnien und Herzegowina) | Sergei Tiwjakow (Russland) | Curt Hansen (Dänemark), Péter Lékó (Ungarn), Jeroen Piket (Niederlande)                                                                                             |
|           | Linares                                          | Anatoli Karpow (Russland) | Garri Kasparow (Russland), Alexei Schirow (Lettland) | |
|           | Ter Apel                                         | Rustem Dautov (Deutschland) | Alexander Chalifman (Russland), Paul van der Sterren (Niederlande), Ulf Andersson (Schweden), Predrag Nikolić (Bosnien und Herzegowina)                                                          | |
|           | Dos Hermanas                                     | Boris Gelfand (Belarus) | Anatoli Karpow (Russland) | Wladimir Jepischin (Russland) |
|           | León                                             | Alexander Beliavsky (Slowenien) | Ljubomir Ljubojević (Jugoslawien) | Jesús María de la Villa García (Spanien), Surab Asmaiparaschwili (Georgien), Péter Lékó (Ungarn)                                                                    |
|           | Aluschta                                         | Alexander Morosewitsch (Russland) | Alexei Wyschmanawin (Russland), Alexei Drejew (Russland), Wolodymyr Malanjuk (Ukraine) | |
|           | Madrid                                           | Judit Polgár (Ungarn) | Ivan Sokolov (Bosnien und Herzegowina) | Gata Kamsky (USA), Miguel Illescas Córdoba (Spanien), Alexei Schirow (Lettland)                                                                                     |
|           | Amsterdam                                        | Garri Kasparow (Russland) | Wassyl Iwantschuk (Ukraine) | Jan Timman (Niederlande) |
|           | Las Palmas                                       | Gata Kamsky (USA) | Anatoli Karpow (Russland) | Wesselin Topalow (Bulgarien), Joël Lautier (Frankreich) |
|           | München                                          | Wassyl Iwantschuk (Ukraine) | Alexander Beliavsky (Slowenien), Robert Hübner (Deutschland) | |
|           | Pardubice                                        | Jewgeni Barejew (Russland) | Alexei Schirow (Lettland), Ivan Sokolov (Bosnien und Herzegowina) | |
|           | Dortmund                                         | Jeroen Piket (Niederlande) | Michael Adams (England) | Wladimir Jepischin (Russland) |
|           | Nowgorod                                         | Garri Kasparow (Russland), Wassyl Iwantschuk (Ukraine) | | Wladimir Kramnik (Russland) |
|           | Amsterdam                                        | Jeroen Piket (Niederlande), Michael Adams (England), Artur Jussupow (Deutschland) | | |
|           | Brno                                             | Wladimir Jepischin (Russland), Alexei Drejew (Russland) | | Zbyněk Hráček (Tschechien) |
|           | Horgen                                           | Garri Kasparow (Russland) | Artur Jussupow (Deutschland), Alexei Schirow (Lettland) | |
|           | Tilburg (K.-o.-System)                           | Waleri Salow (Russland) | Jewgeni Barejew (Russland) | Wassyl Iwantschuk (Ukraine), Anatoli Karpow (Russland) |
|           | Burgas                                           | Ilia Smirin (Israel), Alexander Chalifman (Russland), Wladimir Jepischin (Russland), Wesselin Topalow (Bulgarien) | | |
|           | Buenos Aires                                     | Waleri Salow (Russland) | Viswanathan Anand (Indien) | Wassyl Iwantschuk (Ukraine), Judit Polgár (Ungarn) |
|           | Groningen                                        | Zoltán Almási (Ungarn) | Artur Jussupow (Deutschland) | Alexander Beliavsky (Slowenien), Sergei Tiwjakow (Russland), Loek van Wely (Niederlande), Ivan Sokolov (Bosnien und Herzegowina)                                    |
| 1994/1995 | Pamplona                                         | Alexander Morosewitsch (Russland) | Wadim Swjaginzew (Russland) | Jordi Magem Badals (Spanien), Wesselin Topalow (Bulgarien) |
| 1995      | Wijk aan Zee (K.-o.-System)                      | Alexei Drejew (Russland) | Jewgeni Barejew (Russland) | Alexander Chalifman (Russland), Nigel Short (England) |
|           | San Francisco                                    | Viktor Kortschnoi (Schweiz) | John Nunn (England), Boris Gulko (USA) | |
|           | Linares                                          | Wassyl Iwantschuk (Ukraine) | Anatoli Karpow (Russland) | Alexei Schirow (Spanien), Wesselin Topalow (Bulgarien) |
|           | Ter Apel                                         | Ivan Sokolov (Bosnien und Herzegowina) | Ulf Andersson (Schweden), Michael Adams (England), Wladimir Jepischin (Russland), Loek van Wely (Niederlande)                                                                                    | |
|           | Riga                                             | Garri Kasparow (Russland) | Viswanathan Anand (Indien) | Wassyl Iwantschuk (Ukraine) |
|           | Dos Hermanas                                     | Gata Kamsky (USA), Anatoli Karpow (Russland), Michael Adams (England) | | |
|           | León                                             | Jewgeni Barejew (Russland), Alexei Schirow (Spanien) | | Michael Adams (England), Wladimir Akopjan (Armenien) |
|           | Madrid                                           | Viktor Kortschnoi (Schweiz) | Waleri Salow (Russland) | Artur Jussupow (Deutschland) |
|           | Amsterdam                                        | Joël Lautier (Frankreich) | Garri Kasparow (Russland) | Wesselin Topalow (Bulgarien) |
|           | Nowgorod                                         | Garri Kasparow (Russland) | Jaan Ehlvest (Estland), Wassyl Iwantschuk (Ukraine), Nigel Short (England), Wesselin Topalow (Bulgarien)                                                                                         | |
|           | Dortmund                                         | Wladimir Kramnik (Russland) | Anatoli Karpow (Russland) | Péter Lékó (Ungarn), Wassyl Iwantschuk (Ukraine) |
|           | Biel                                             | Alexei Drejew (Russland), Alexei Schirow (Spanien) | | Utut Adianto (Indonesien), Boris Gelfand (Belarus) |
|           | Amsterdam                                        | Julio Ernesto Granda Zúñiga (Peru), Jan Timman (Niederlande) | | Judit Polgár (Ungarn) |
|           | Polanica-Zdrój                                   | Wesselin Topalow (Bulgarien) | Michał Krasenkow (Polen) | Jaan Ehlvest (Estland) |
|           | Elenite                                          | Wesselin Topalow (Bulgarien), Kiril Georgiew (Bulgarien) | | Sergei Dolmatow (Russland), Nigel Short (England) |
|           | Nowosibirsk                                      | Peter Swidler (Russland), Sergei Rublewski (Russland), Jaan Ehlvest (Estland), Andrei Charlow (Russland) | | |
|           | Horgen                                           | Wladimir Kramnik (Russland), Wassyl Iwantschuk (Ukraine) | | Jaan Ehlvest (Estland), Nigel Short (England) |
|           | Belgrad                                          | Boris Gelfand (Belarus), Wladimir Kramnik (Russland) | | Alexei Schirow (Spanien) |
|           | Groningen                                        | Anatoli Karpow (Russland) | | Ivan Sokolov (Bosnien und Herzegowina), Gata Kamsky (USA) |
| 1995/1996 | Reggio nell’Emilia                               | Juri Rasuwajew (Russland), Alexei Drejew (Russland), Wladimir Jepischin (Russland) | | |
|           | Hastings                                         | Bogdan Lalić (England), Alexander Chalifman (Russland), Stuart Conquest (England) | | |
| 1996      | Wijk aan Zee                                     | Wassyl Iwantschuk (Ukraine) | Viswanathan Anand (Indien) | Wesselin Topalow (Bulgarien) |
|           | Pärnu                                            | Nigel Short (England) | Alexander Chalifman (Russland) | Jaan Ehlvest (Estland), Zbyněk Hráček (Tschechien) |
|           | Belgrad                                          | Jewgeni Barejew (Russland) | Waleri Salow (Russland) | Péter Lékó (Ungarn), Anatoli Karpow (Russland) |
|           | Ter Apel                                         | Ulf Andersson (Schweden) | Predrag Nikolić (Bosnien und Herzegowina) | Friso Nijboer (Niederlande), Peter Swidler (Russland) |
|           | Amsterdam                                        | Wesselin Topalow (Bulgarien), Garri Kasparow (Russland) | | Nigel Short (England), Viswanathan Anand (Indien) |
|           | Jerewan                                          | Smbat Lputjan (Armenien), Predrag Nikolić (Bosnien und Herzegowina) | | Boris Gulko (USA) |
|           | Madrid                                           | Wesselin Topalow (Bulgarien), Miguel Illescas Córdoba (Spanien) | | Alexei Schirow (Spanien), Waleri Salow (Russland) |
|           | Nußloch                                          | Rustem Dautov (Deutschland), Artur Jussupow (Deutschland), Alexei Drejew (Russland) | | |
|           | Dos Hermanas                                     | Wladimir Kramnik (Russland), Wesselin Topalow (Bulgarien) | | Viswanathan Anand (Indien), Garri Kasparow (Russland) |
|           | León                                             | Wesselin Topalow (Bulgarien), Judit Polgár (Ungarn) | | |
|           | Dortmund                                         | Wladimir Kramnik (Russland), Viswanathan Anand (Indien) | | Boris Gelfand (Belarus) |
|           | Nowgorod                                         | Wesselin Topalow (Bulgarien) | Wassyl Iwantschuk (Ukraine) | Nigel Short (England) |
|           | Biel                                             | Anatoli Karpow (Russland), Vadim Milov (Schweiz), | | Jaan Ehlvest (Estland) |
|           | Wien                                             | Boris Gelfand (Belarus), Anatoli Karpow (Russland), Wesselin Topalow (Bulgarien) | | |
|           | Polanica-Zdrój                                   | Alexander Beliavsky (Slowenien) | Sergei Rublewski (Russland), Predrag Nikolić (Bosnien und Herzegowina) | |
|           | Amsterdam                                        | Julio Ernesto Granda Zúñiga (Peru), Wassyl Iwantschuk (Ukraine) | | Gata Kamsky (USA), Nick de Firmian (USA), Jeroen Piket (Niederlande)                                                                                                |
|           | Tilburg                                          | Boris Gelfand (Belarus), Jeroen Piket (Niederlande) | | Alexei Schirow (Spanien) |
|           | Las Palmas                                       | Garri Kasparow (Russland) | Viswanathan Anand (Indien) | Wladimir Kramnik (Russland), Wesselin Topalow (Bulgarien) |
|           | Groningen                                        | Nigel Short (England) | Jan Timman (Niederlande), Boris Gelfand (Belarus) | |
| 1996/1997 | Pamplona                                         | Zoltán Almási (Ungarn), Jonathan Speelman (England), Surab Asmaiparaschwili (Georgien) | | |
| 1997      | Wijk aan Zee                                     | Waleri Salow (Russland) | Jeroen Piket (Niederlande), Alexander Onischuk (Ukraine), Ivan Sokolov (Bosnien und Herzegowina)                                                                                                 | |
|           | Linares                                          | Garri Kasparow (Russland) | Wladimir Kramnik (Russland) | Wesselin Topalow (Bulgarien), Michael Adams (England) |
|           | Úbeda                                            | Joël Lautier (Frankreich) | Alexander Beliavsky (Slowenien) | Jewgeni Barejew (Russland), Alexander Chalifman (Russland) |
|           | Ter Apel                                         | Alexei Schirow (Spanien) | Alexander Chalifman (Russland) | Ulf Andersson (Schweden) |
|           | Dos Hermanas                                     | Viswanathan Anand (Indien), Wladimir Kramnik (Russland) | | Waleri Salow (Russland), Anatoli Karpow (Russland), Wesselin Topalow (Bulgarien)                                                                                    |
|           | Sankt Petersburg                                 | Alexander Chalifman (Russland), Viktor Kortschnoi (Schweiz), Waleri Salow (Russland) | | |
|           | Madrid                                           | Wesselin Topalow (Bulgarien), Alexei Schirow (Spanien) | | Alexander Beliavsky (Slowenien), Wladimir Akopjan (Armenien) |
|           | Nowgorod                                         | Garri Kasparow (Russland) | Wladimir Kramnik (Russland) | Nigel Short (England) |
|           | Dortmund                                         | Wladimir Kramnik (Russland) | Viswanathan Anand (Indien) | Wesselin Topalow (Bulgarien), Wassyl Iwantschuk (Ukraine) |
|           | Biel                                             | Viswanathan Anand (Indien) | Anatoli Karpow (Russland) | Boris Gelfand (Belarus) |
|           | Antwerpen                                        | Wesselin Topalow (Bulgarien) | Viktor Kortschnoi (Schweiz) | Ye Rongguang (Volksrepublik China) |
|           | Polanica-Zdrój                                   | Sergei Rublewski (Russland) | Boris Gelfand (Belarus) | Jewgeni Barejew (Russland) |
|           | Tilburg                                          | Peter Swidler (Russland), Garri Kasparow (Russland), Wladimir Kramnik (Russland) | | |
|           | Belgrad                                          | Wassyl Iwantschuk (Ukraine), Viswanathan Anand (Indien) | | Alexei Schirow (Spanien) |
|           | Groningen (FIDE-WM-Qualifikation) (K.-o.-System) | Viswanathan Anand (Indien) | Michael Adams (England) | Nigel Short (England), Boris Gelfand (Belarus) |
| 1998      | Wijk aan Zee                                     | Wladimir Kramnik (Russland), Viswanathan Anand (Indien) | | Alexei Schirow (Spanien), Jan Timman (Niederlande), Michael Adams (England)                                                                                         |
|           | Linares                                          | Viswanathan Anand (Indien) | Alexei Schirow (Spanien) | Garri Kasparow (Russland), Wladimir Kramnik (Russland) |
|           | Elista (K.-o.-System)                            | Wassyl Iwantschuk (Ukraine) | Alexander Chalifman (Russland) | Jewgeni Barejew (Russland), Alexei Drejew (Russland) |
|           | Madrid                                           | Viswanathan Anand (Indien) | Peter Swidler (Russland) | Péter Lékó (Ungarn), Pablo San Segundo (Spanien) |
|           | Sarajevo                                         | Viktor Kortschnoi (Schweiz) | Ivan Sokolov (Bosnien und Herzegowina) | Jewgeni Barejew (Russland), Kiril Georgiew (Bulgarien) |
|           | Dortmund                                         | Wladimir Kramnik (Russland), Michael Adams (England), Peter Swidler (Russland) | | |
|           | Polanica-Zdrój                                   | Boris Gelfand (Belarus) | Alexei Schirow (Spanien) | Michał Krasenkow (Polen), Wassyl Iwantschuk (Ukraine), Péter Lékó (Ungarn), Sergei Rublewski (Russland)                                                             |
|           | Tilburg                                          | Viswanathan Anand (Indien) | Péter Lékó (Ungarn) | Matthew Sadler (England), Wadim Swjaginzew (Russland), Wladimir Kramnik (Russland)                                                                                  |
|           | Groningen                                        | Sergei Tiwjakow (Niederlande), Vadim Milov (Schweiz) | | Zoltán Almási (Ungarn) |
| 1998/1999 | Pamplona                                         | Alexander Morosewitsch (Russland) | Michał Krasenkow (Polen) | Loek van Wely (Niederlande) |
| 1999      | Wijk aan Zee                                     | Garri Kasparow (Russland) | Viswanathan Anand (Indien) | Wladimir Kramnik (Russland) |
|           | Linares                                          | Garri Kasparow (Russland) | Wladimir Kramnik (Russland), Viswanathan Anand (Indien) | |
|           | Dos Hermanas                                     | Michael Adams (England) | Wladimir Kramnik (Russland) | Wesselin Topalow (Bulgarien), Miguel Illescas Córdoba (Spanien) |
|           | Sarajevo                                         | Garri Kasparow (Russland) | Jewgeni Barejew (Russland), Alexei Schirow (Spanien) | |
|           | Dortmund                                         | Péter Lékó (Ungarn) | Wladimir Kramnik (Russland) | Anatoli Karpow (Russland), Viswanathan Anand (Indien), Michael Adams (England)                                                                                      |
|           | Las Vegas (FIDE-WM) (K.-o.-System)               | Alexander Chalifman (Russland) | Wladimir Akopjan (Armenien) | Liviu-Dieter Nisipeanu (Rumänien), Michael Adams (England) |
|           | Hoogeveen                                        | Jan Timman (Niederlande), Judit Polgár (Ungarn) | | Anatoli Karpow (Russland) |